# Anisolepis
Anisolepis — рід ігуаноподібних ящірок родини Leiosauridae. Представники цього роду мешкають в Південній Америці.

## Види
Рід Anisolepis нараховує 3 види:
- Anisolepis grilli Boulenger, 1891
- Anisolepis longicauda (Boulenger, 1891)
- Anisolepis undulatus (Wiegmann, 1834)

## Етимологія
Наукова назва роду Anisolepis походить від сполучення слів дав.-гр. ανισος — нерівний і λεπις — луска.